# يوشيهيرو ياسوكاوا
يوشيهيرو ياسوكاوا (باليابانية: 八津川 義廣) (مواليد 30 ديسمبر 1978)، هو لاعب كرة قدم سابق كان يلعب كمدافع.